# Àngel de Sicília
Àngel de Sicília, també anomenat Àngel de Jerusalem (Jerusalem, 1185 – Licata, 5 de maig del 1225), va ésser un frare carmelita. És venerat com a sant i màrtir per l'Església catòlica.

## Biografia
Àngel va néixer a Jerusalem el 1185, membre d'una família de jueus convertits al cristianisme. En morir els seus pares, va entrar, amb el seu germà Joan, al convent del Mont Carmel, de l'Orde del Carmel, recentment fundada amb una regla d'Albert de Jerusalem. En fer els vint-i-cinc anys fou ordenat sacerdot.
El 1218 fou encarregat d'anar a Roma per sotmetre la regla a l'aprovació del papa Honori III, que el concedí en 1226. De Roma, on predicà, va ésser enviat a Sicília per combatre-hi el catarisme que s'hi estenia. Entre les conversions que va assolir, va haver-hi la d'una amant del noble Berengario que l'abandonà perquè estava emparentada amb ell; el noble, llavors, va matar a cops d'espasa al carmelita mentre era a l'església dels Santi Filippo e Giacomo de Licata. Morí el 5 de maig del 1225, demanant el perdó del seu agressor. Va ésser sebollit a la mateixa església on havia estat atacat.

## Veneració
Venerat des de la seva mort, Pius II va confirmar i aprovar el seu culte en 1456. Les relíquies es van traslladar a l'església de Sant'Angelo de Licata en 1656, erigida com a mostra d'agraïment quan Licata va fer un vot perquè el sant els deslliurés d'una epidèmia de pesta. Patró de Licata, és un sant molt venerat a tota l'illa de Sicília.

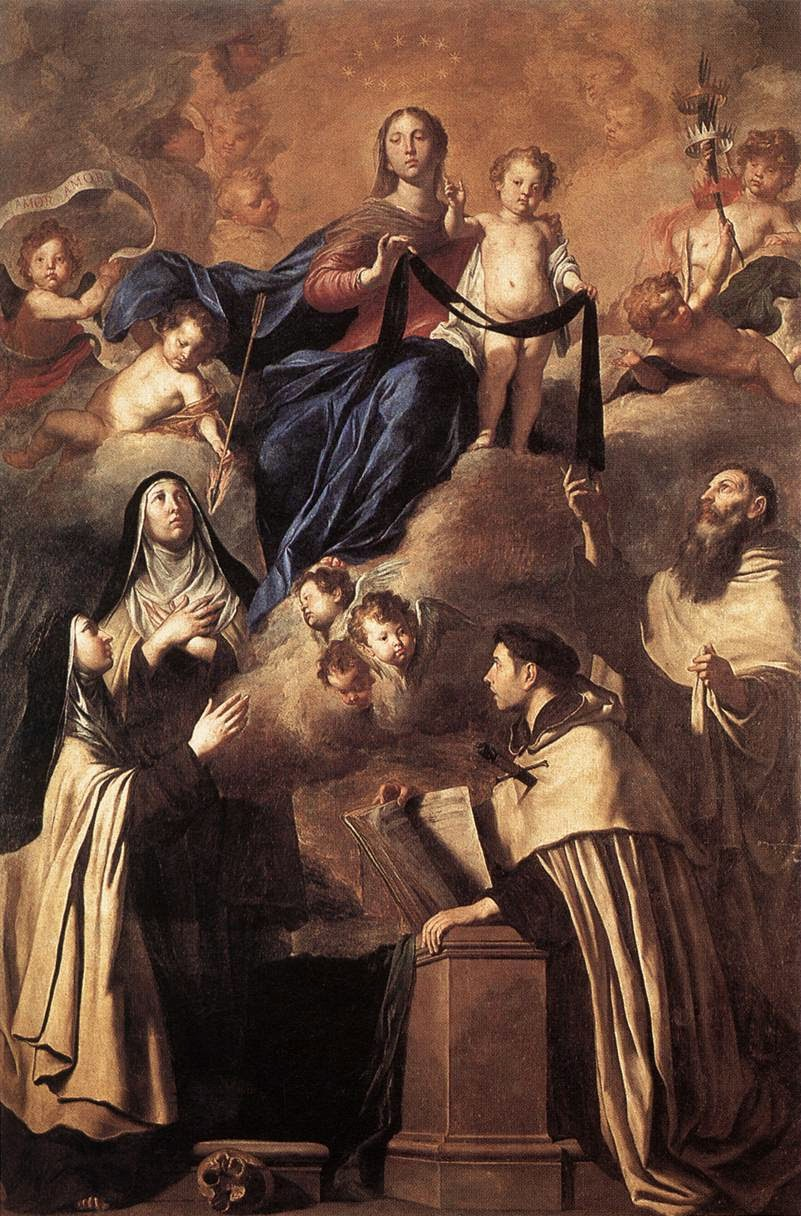
Pintura de Pietro Novelli, 1641, amb la Mare de Déu i sants carmelites: el tercer és Àngel de Jerusalem (Palerm)
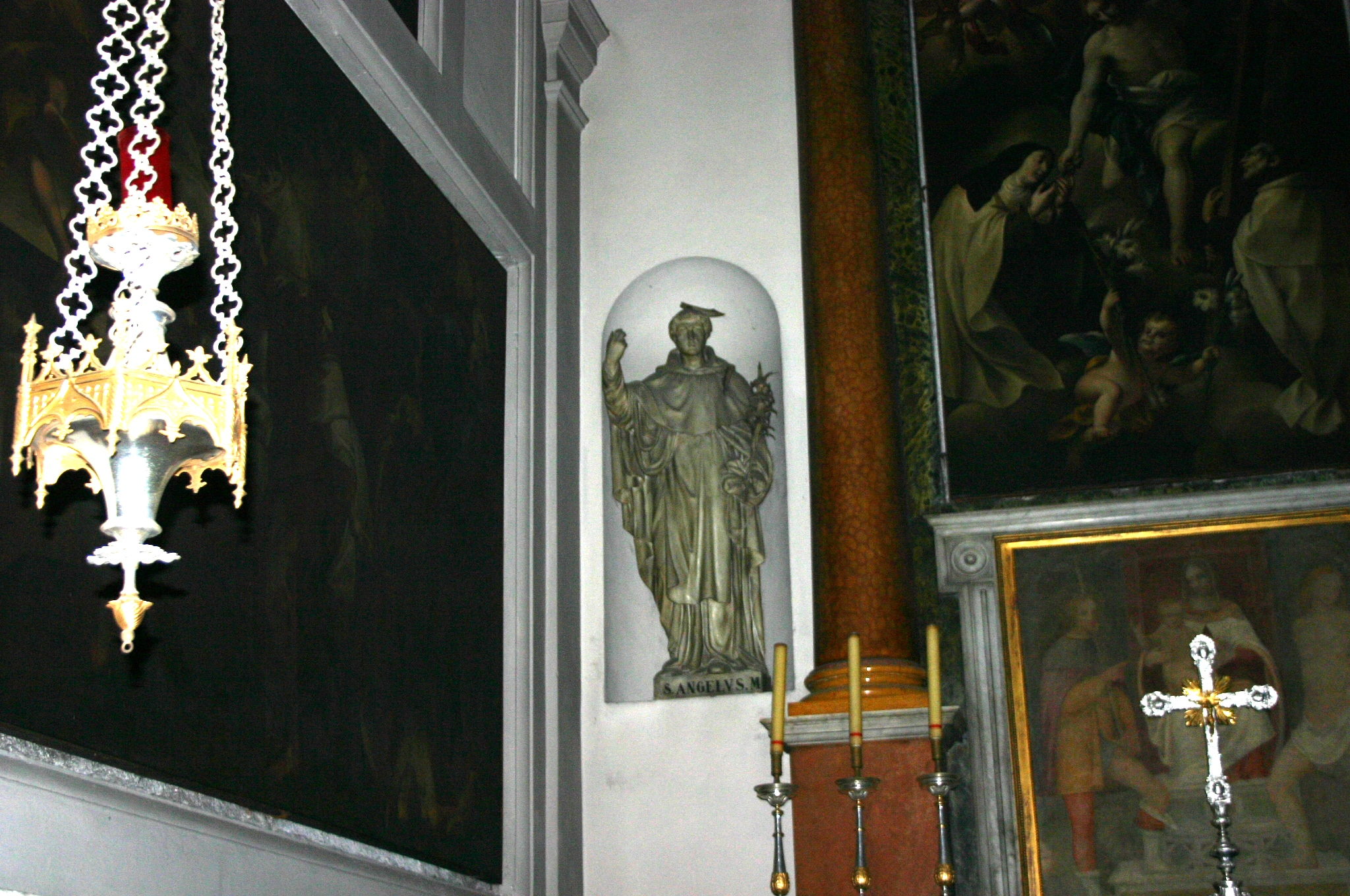
Imatge del sant màrtir a S. Maria del Carmine (Milà)
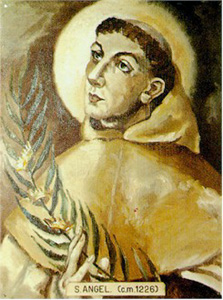
Estampa devocional